# Braco alemán de pelo corto
El braco alemán de pelo corto (en alemán: Deutsch Kurzhaar) es una raza de perro de tamaño mediano originaria de Alemania. Originalmente creado en el siglo XIX para la caza, es enérgico y poderoso, con patas fuertes y gran resistencia. Es un perro de caza versátil y polivalente, adecuado para cazar y recuperar tanto en tierra como en agua, con un fuerte impulso para encontrar y perseguir animales. También se puede tener como perro de compañía, aunque como perro deportivo de alta energía, requiere cantidades significativas de ejercicio.
El braco alemán tiene un pelaje corto que viene en varias combinaciones, generalmente una mezcla de hígado y blanco. Tienen orejas caídas moderadamente largas y colocadas en lo alto de la cabeza. Los hocicos más largos, anchos y fuertes permiten recuperar piezas de caza más pesadas.

## Historia

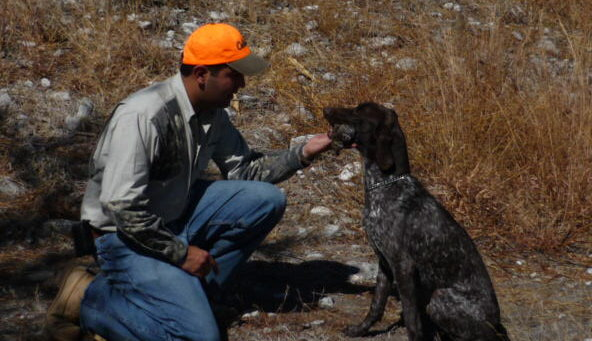
Braco alemán entregando una pieza abatida al cazador.

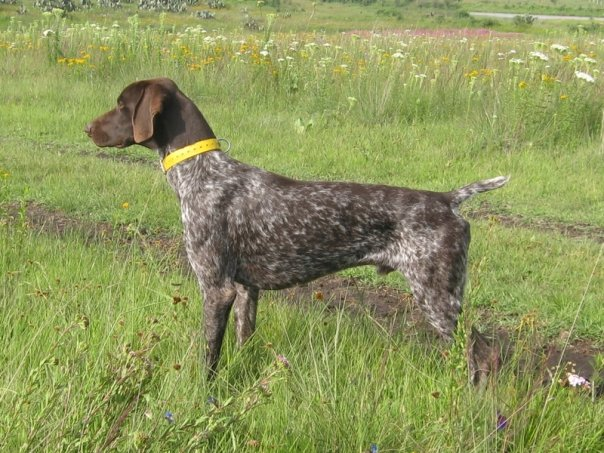
Braco alemán en muestra.

La raza surge en el siglo XIX debido a la necesidad de un perro versátil, que sirviera para las diferentes modalidades de caza, en lugar de tener una raza diferente para cada especialidad. 
Con las características cinegéticas fijadas, los criadores alemanes iniciaron la labor de seleccionar a los perros por su tipo, y llegando a finales del siglo XIX al primer estándar racial, el cual con el tiempo, ha sufrido modificaciones para adaptarlo a la natural evolución de las formas de caza.

## Características
El pelaje del braco alemán de pelo corto es corto y plano, con una capa interna densa protegida por pelos protectores rígidos, lo que hace que el pelaje sea resistente al agua y permite que el perro se mantenga abrigado en climas fríos. Eso permite al perro ser un cazador ágil, con alto rendimiento tanto en el campo como en el agua. El pelaje puede ser de color marrón oscuro con algunos colores marrones más claros, denominado "hígado", blanco, hígado ruano o hígado y blanco.

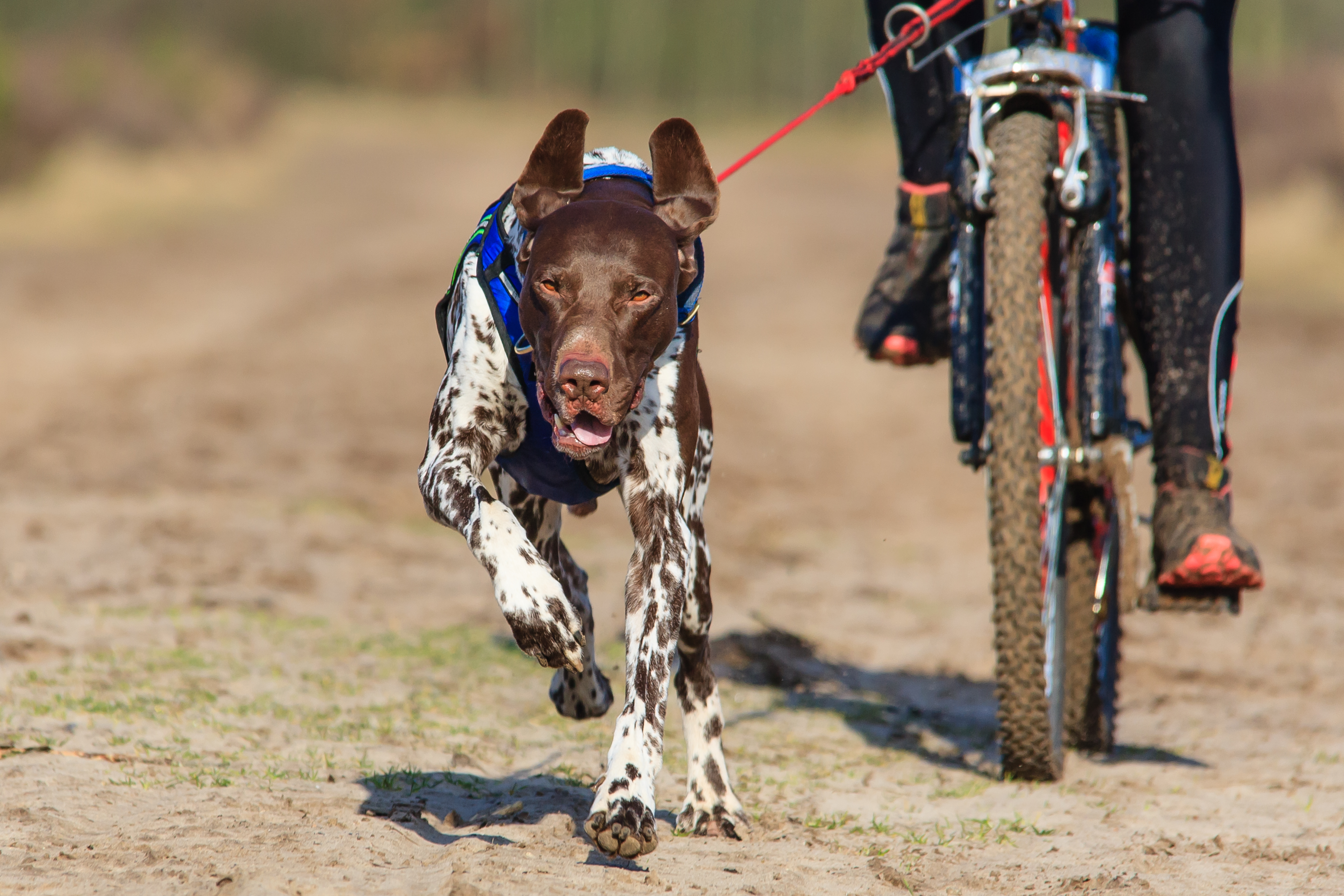
El braco alemán de pelo corto es un perro activo que se destaca en deportes caninos como el bikejoring.

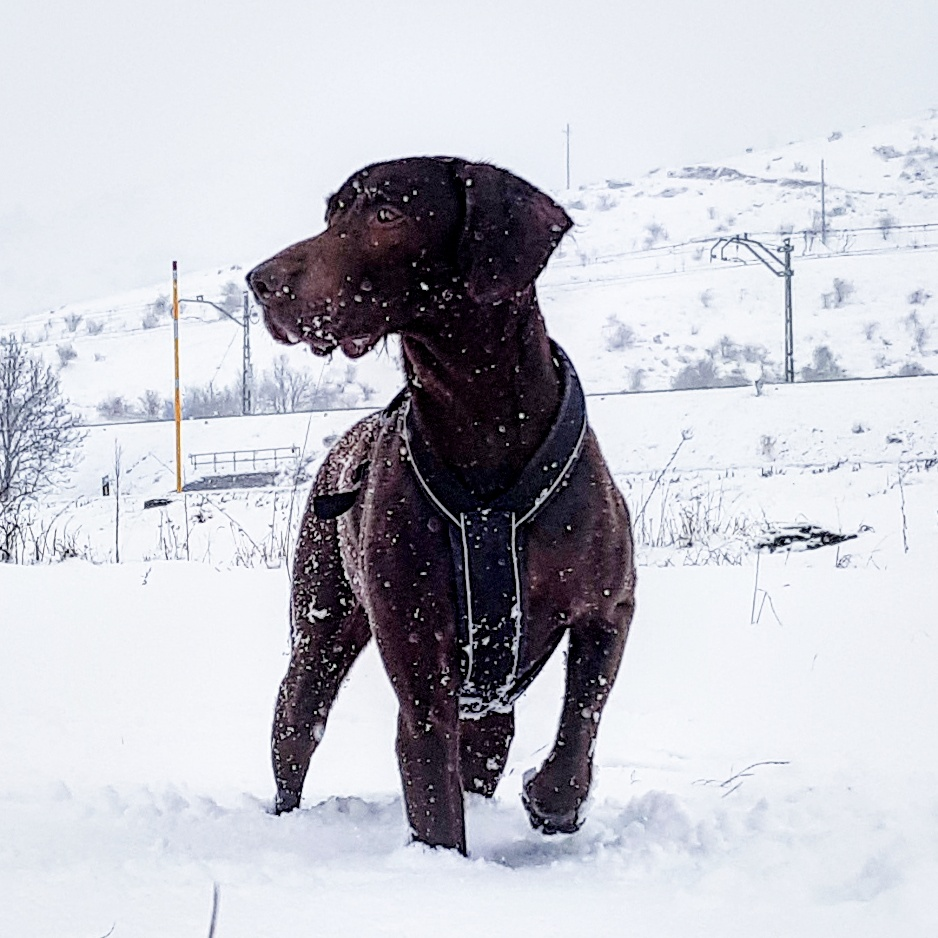
Braco alemán en la nieve.

Es un perro de caza versátil, caracterizado por poseer:
- Un olfato extraordinario.
- Una persistente y efectiva búsqueda.
- Gran pasión por el trabajo en agua.
- Elegante estilo.
- Gran resistencia física.
- El valor de enfrentar animales más grandes y agresivos sin titubear.
- Inteligencia canina superior a la normal.
- Aunado a su fácil adiestramiento, es actualmente una de las razas de caza más apreciada a nivel mundial.

La muestra en el braco alemán es por excelencia un momento de gran belleza y emoción, una verdadera expresión del arte cinegético. Es la culminación de una extensa búsqueda, en la que el perro tras recorrer muchos kilómetros, entre matorrales, espinas, laderas, barrancas o planicies inmensas, localiza al ave llevado por sus emanaciones, esto hace del braco alemán de pelo corto el mejor e inseparable compañero del cazador versátil.
En el hogar es el fiel, paciente e inmejorable compañero de los niños.

## Salud
El braco alemán de pelo corto es un perro sano, pero la raza puede estar sujeta a una serie de trastornos hereditarios debido a su reproducción. Algunos de estos trastornos de salud incluyen hipotiroidismo, displasia de cadera, atrofia progresiva de retina, epilepsia y dermatitis. La esperanza de vida de un braco alemán de pelo corto ronda entre los nueve y doce años.